# Шпильманн, Дин
Дин Шпильманн (люкс. Dean Spielmann; род. 26 октября 1962 года, Люксембург) — люксембургский адвокат, преподаватель права, председатель Европейского суда по правам человека (ЕСПЧ) с 1 ноября 2012 года по 31 октября 2015 года.

## Ранние годы
Родился в семье известного адвоката Альфонса Шпильманна. В 1988 году получил степень бакалавра права в Лувенском католическом университете. Два года спустя, в 1990 году, стал магистром права в Кембриджском университете.

## Карьера
С 1989 по 2004 год состоял в Люксембургской коллегии адвокатов. Сфера его деятельности включала в себя административное, гражданское, уголовное право, работу в области прав человека.
В 1991—1997 годах преподавал уголовное право в Лувенском католическом университете, в 1996—2004 годах — в Университете Люксембурга, в 1997—2008 годах читал лекции также во французском Университете Нанси II.
С 2000 по 2004 год — член Консультативной группы по правам человека в Люксембурге.
С 2002 года член-корреспондент, с 2005 года — действительный член Института Великого Герцогства (люксемб. Institut grand-ducal).
С 2002 по 2004 год — входит в состав Группы независимых экспертов по основным правам при Европейском союзе.

## Европейский суд по правам человека
24 июня 2004 года Дина Шпильманна избрали судьёй Европейского суда по правам по правам человека от Люксембурга. 30 августа этого года он был приведён к присяге. 1 февраля 2011 года Дин Шпильманн становится Председателем Пятой секции ЕСПЧ. 13 сентября 2012 года становится вице-президентом Суда. 1 ноября 2012 года, после избрания тайным голосованием на заседании судей ЕСПЧ, вступает в должность Председателя Европейского суда по правам человека, сменив на этом посту сэра Николаса Братца. По истечении трёхлетнего срока 31 октября 2015 года, уступил кресло Председателя Суда Гвидо Раймонди.
13 апреля 2016 года Дин Шпильманн был назначен судьёй Суда Европейского союза, где возглавил Пятую палату общего суда.

## Награды
- Командор ордена Заслуг (2015)[10].
- Почётный член колледжа Фицуильям в Кембридже
- Почётный профессор Университетского колледжа Лондона
- Почётный представитель Грейс Инн, Лондон
- Почётный доктор Ереванского государственного университета[11]

## Известные научные работы
- Dean Spielmann. L’effet potentiel de la Convention européenne des droits de l’homme entre personnes privées. — Brussels: Nemesis/Bruylant, 1995. — 160 с.
- Dean Spielmann. Le Luxembourg devant la Cour européenne des droits de l’homme (Recueil de jurisprudence 1995-2003). — Brussels: Nemesis/Bruylant, 2003. — 462 с.
- D. Spielmann, A.Spielmann. Droit pénal général luxembourgeois (general criminal law in Luxembourg). — Brussels: Bruylant, 2004. — 669 с.
- Dean Spielmann, Marialena Tsirli, Panayotis Voyatzis. La Convention européenne des droits de l’homme, un instrument vivant. Mélanges offerts à Christos L. Rozakis. — Brussels: Bruylant, 2011. — С. 762.
- Dean Spielmann, Françoise Tulkens, Anatoly Kovler, Leto Cariolou. Judge Loukis Loucaides. An Alternative View on the Jurisprudence of the European Court of Human Rights. A Collection of Separate Opinions (1998-2007). — Leiden-Boston: Brill, 2008. — 362 с.